# Gerhart Drews
Gerhart Drews (* 30. Mai 1925 in Berlin; † 6. April 2023) war ein deutscher Mikrobiologe und Hochschullehrer.

## Leben
Der Sohn eines Lehrers wuchs in Berlin auf, wo er 1943 das Abitur ablegte. Danach meldete er sich freiwillig für die Laufbahn eines Militärarztes bei der Luftwaffe. Nach Arbeitsdienst in Polen diente er bei der Wehrmacht in den Niederlanden im Sanitätsdienst.
1946 nahm Drews das Studium als Lehrer mit den Fächern Biologie, Geographie und Chemie an der Universität Halle auf. Einflussreiche Lehrer waren die Botaniker Hermann Meusel, Werner Rothmaler und Kurt Mothes sowie sein späterer Doktorvater Johannes Buder. Außerdem hörte er Vorlesungen beim Zoologen Erich Menner sowie beim Pflanzengenetiker Hans Stubbe. In Geographie belegte Drews Vorlesungen und Exkursionen Otto Schlüter und Hans Gallwitz.
1951 legte Drews das Staatsexamen ab und nahm danach Untersuchungen zur Phototaxis von Blaualgen bei Johannes Buder auf, mit der er 1953 promoviert wurde. Von 1953 bis 1960 war er wissenschaftlicher Assistent am Zentralinstitut für Mikrobiologie und experimentelle Therapie in Jena bei Hans Knöll und habilitierte sich 1960 an der Universität Halle.
1961 floh er aus der DDR und erhielt im selben Jahr eine Anstellung als Privatdozent an der Universität Freiburg, wo er 1964 auf den neu eingerichteten Lehrstuhl für Mikrobiologie berufen wurde. Drews’ internationaler Ruf wurde durch Gastaufenthalte an der Harvard University, der University of California, Los Angeles, sowie an der Indiana University Bloomington deutlich.
Seine Hauptforschungsgebiete waren die Struktur, Funktion und Genetik bakterieller Membranstrukturen, die Bewegungsphysiologie von Cyanobakterien, die Bildung von Reservestoffen bei Mykobakterien sowie die Feinstruktur phototropher Bakterien.
Drews übernahm mehrfach das Amt des Dekans. So war er 1969/70 der letzte Dekan der „Naturwissenschaftlich-Mathematischen Fakultät“ der Universität Freiburg, unter deren Dach alle naturwissenschaftlichen Lehrstühle und Institute zusammengefasst waren. Unter seiner Regie wurde die bisherige Fakultät in mehrere neue zerlegt, so die Fakultäten für Mathematik, für Physik, für Chemie, für Geographie und für Biologie. In letzterer wurden drei Institute eingerichtet. Den Lehrstuhl für Mikrobiologie, der zum Institut für Biologie II gehörte, baute Drews auf und leitete ihn bis zu seiner Emeritierung 1993.
Nach seiner Emeritierung beschäftigte sich Drews insbesondere mit wissenschaftsgeschichtlichen Themen. Er veröffentlichte dazu unter anderem Arbeiten über Anton de Bary, der während seiner Laufbahn auch Professor in Freiburg war.

## Ehrungen
- 2001: Ehrenmitglied der Vereinigung für Allgemeine und Angewandte Mikrobiologie e.V.[5]
- Dr. h. c.[6]
- Werner Heisenberg-Medaille 1997

## Schriften
- Zur Kenntnis der Phototaxis einiger Cyanophyceen. Dissertation. Universität Halle 1953.
- Stoffwechselphysiologische und cytologische Untersuchungen über Bildung und Abbau der metachromatischen Granula bei Mycobakterien. Habilitationsschrift. Universität Halle 1959.
- Mikrobiologisches Praktikum. 4. Auflage. Springer, Berlin, Heidelberg, New York, Tokyo 1983, ISBN 3-540-11836-5.
- Anton de Bary, ein bedeutender Biologe, lehrte in Freiburg, Halle und Straßburg. In: Freiburger Universitätsblätter. 149. Rombach, Freiburg 2000, S. 5–25.
- Stoffwechselzyklen in Prokaryoten-Gesellschaften. In: Naturwiss. Rundschau. 63, S. 285–295.
- mit Günter Adam, Cornelia Heinze: Molekulare Pflanzenvirologie. Springer, Berlin, Heidelberg, New York, Hongkong, London, Mailand, Paris, Tokio 2004, ISBN 3-540-00661-3.
- Reflektionen eines Biologen auf seine Zeit (= Schriftenreihe Lebenserinnerungen. Band 47). Kovač, Hamburg 2002, ISBN 3-8300-0605-5.
- mit J. W. Lengeler, H. G. Schlegel: Biology of the Prokaryotes. Thieme, Stuttgart, New York 1999.
- Mikrobiologie. Die Entdeckung der Unsichtbaren. Springer, Heidelberg 2010 / 2. überarbeitete und erweiterte Auflage: "Bakterien – ihre Entdeckung und Bedeutung für Natur und Mensch", Springer, Berlin, 2015, ISBN 978-3-662-45326-1.